# قهرمان (جماعت)
قهرمان  جماعت و شهرکی در جنوب غربی کشور تاجیکستان است که در ناحیهٔ همدانی ولایت ختلان قرار دارد. جمعیت این جماعت ۱۴۳۶۴ است.